# Frank A. Briggs
Frank Arlington Briggs (* 15. September 1858 in Minneapolis, Minnesota; † 9. August 1898 in Bismarck, North Dakota) war ein US-amerikanischer Politiker (Republikanische Partei) und von 1897 bis 1898 der fünfte Gouverneur des Bundesstaates North Dakota.

## Frühe Jahre und politischer Aufstieg
Frank Briggs besuchte die örtlichen Schulen seiner Heimat in Minnesota. Bevor er sich der Politik zuwandte, war er in Minnesota im Immobiliengeschäft und im Zeitungswesen tätig. Im Jahr 1881 zog er in das Dakota-Territorium. Dort wurde er zwischen 1885 und 1887 Kämmerer im Morton County. Im Jahr 1894 war er State Auditor von North Dakota. Im November 1896 wurde er mit 56:44 Prozent der Stimmen gegen Robert B. Richardson von der Populist Party zum neuen Gouverneur seines Staates gewählt.

## Gouverneur von North Dakota
Briggs trat sein Amt am 6. Januar 1897 an. In seiner Amtszeit wurde ein Gesetz zur Regelung der Eisenbahngebühren erlassen. Das betraf sowohl die Fahrpreise als auch die Frachtgebühren. Auch ein neues Steuergesetz wurde verabschiedet. Im zweiten Jahr seiner Amtszeit erkrankte Briggs an Tuberkulose. Am 9. August ist er an dieser Krankheit verstorben. Damit war er der erste Gouverneur North Dakotas, der im Amt verstarb. Frank Briggs war mit Nannie Rachel Meek verheiratet, mit der er zwei Kinder hatte.